# Eurex
Eurex este o bursă de futures și opțiuni, deținută de Deutsche Börse și una dintre cele mai importante piețe derivative din Europa.

## Legături externe
- Eurex Exchange
- Eurex Group